# Edmund Nørland
Edmund Nørland hed Nielsen før 1914, (6. maj 1885 i København – ?) var en dansk fodboldspiller og kedelsmed.
I sin klubkarriere spillede Nørland i KB som han vandt det danske mesterskab med 1913 og 1917. 
Nørland var bror til landsholdspilleren Oskar Nørland.